# 徳島県立中央病院
徳島県立中央病院（とくしまけんりつちゅうおうびょういん、英語: Tokushima Prefectural Central Hospital）は、徳島県徳島市蔵本町一丁目にある公立総合病院、徳島県災害拠点病院である。
『県民に親しまれ、信頼される病院になる』を徳島県立中央病院の基本理念とし、緊急時や南海地震など大規模な災害時に備え屋上にドクターヘリが発着出来るヘリポートを完備している。また当院に隣接する徳島大学病院（中央診療棟）とは使用許可のある医療従事者が行き来出来る連絡ブリッジで接続されており、当院および徳島大学病院が位置する徳島市蔵本地区は徳島県における総合メディカルゾーンを形成している。

## 診療科

### 診療科目
- 内科
- 呼吸器内科
- 消化器内科
- 循環器内科
- 精神科
- 小児科
- 放射線科
- 外科
- 整形外科
- 形成外科
- 脳神経外科
- 心臓血管外科
- 皮膚科
- 泌尿器科
- 産婦人科
- 眼科
- 耳鼻咽喉科
- 麻酔科
- 形成外科
- 歯科
- 救命救急・集中治療科
- 地域医療科
- 検査診断科

### 受付時間
- 外来受付時間
  - 8:30～11:00（月～金曜日、土日祝日・年末年始は休み）
- 診察時間
  - 8:30～17:15
- 面会時間
  - 14:00～18:00

## 院内施設
- レストラン（3階）
- ローソン徳島県立中央病院店（1階）
- 銀行ATM（阿波銀行・徳島大正銀行・徳島信用金庫、都市銀行キャッシュカードも利用可）（1階）
- 自動販売機コーナー（1階）

## 病院内パーキング
- 280台収容（旧病院解体完了後は400台収容予定）
  - 外来患者
    - 最初の30分まで無料、30分以上の利用は1日100円（会計時に受付で駐車券に割引スタンプを刻印する必要がある）

  - 見舞いなど一般人
    - 最初の1時間まで100円、以後30分ごとに100円、5時間を超える24時間まで1,000円（24時間以後繰り返し）

## 交通アクセス

### 自動車
- JR四国高徳線/牟岐線徳島駅より車で約15分
- 徳島自動車道徳島インターチェンジ・藍住インターチェンジより車で約30分。
- 高松自動車道・神戸淡路鳴門自動車道鳴門インターチェンジより車で約50分。
- 徳島阿波おどり空港より車で約50分。

### 公共交通機関
- JR徳島駅バスターミナルより徳島市営バス1番乗り場と5番乗り場から「中央循環線」「上鮎喰行」「地蔵院行」約20分、県立中央病院·徳島大学病院前または、総合メディカルゾーン(平日のみ)下車。
- JR徳島駅バスターミナルより徳島バス3番乗り場と4番乗り場から「石井・鴨島方面行」約20分、県立中央病院·徳島大学病院前または、総合メディカルゾーン(平日のみ)下車。
- JR四国徳島線蔵本駅より徒歩5分。